# Pavel Lebeděv
Pavel Pavlovič Lebeděv (rusky Павел Павлович Лебедев; 21. dubnajul./ 3. května 1872greg. Čeboksary, Ruské impérium – 2. července 1933, Charkov, SSSR) byl ruský a sovětský vojenský velitel.

## Životopis

### Mládí
Pocházel z pravoslavné chudé šlechty. Studoval v Nižním Novgorodu kadetský sbor, po jeho dokončení se stal kadetem na Alexandrovské vojenské škole. V roce 1897 nastoupil na Akademii generálního štábu a absolvoval ji v roce 1900 s vyznamenáním.

### Vojenská kariéra
Na počátku první světové války již byl plukovníkem. Bojoval na východní a severozápadní frontě. V roce 1915 byl povýšen na generálmajora.
V roce 1918 odmítl přistoupit k bělogvardějcům a dobrovolně vstoupil do Rudé armády na osobní pozvání Vladimira Lenina. Zpočátku sloužil jako koordinátor mobilizace, později jako jeden z velitelů. V letech 1923 – 1924 byl členem revoluční vojenské rady.
Podílel se na porážce Kolčaka, Děnikina a Judeniče, je považován za jednoho z tvůrců tzv. Orelsko-Kromské operace z roku 1919, díky níž byl zastaven Děnikin. Po celou dobu občanské války pracoval velmi tvrdě – téměř každý den, domů se vracel ve čtyři hodiny ráno.
V letech 1922 - 1924 byl šéfem vojenské akademie Michaila Frunzeho. V roce 1925 se stal náčelníkem štábu a zástupcem velitele ukrajinského vojenského okruhu Jona Jakiry. Byl členem Všeukrajinského ústředního výkonného výboru. Zemřel v Charkově.
Na jeho počest je v Charkově pojmenována ulice.